# چارلی انگشت منو گاز گرفت
چارلی انگشت منو خورد - دوباره! (به انگلیسی: Charlie Bit My Finger – Again!) که با نام‌های چارلی انگشت منو خورد و چارلی منو خورد شناخته می‌شود، یک ویدئوی اینترنتی می‌باشد. در ماه سپتامبر ۲۰۱۱ این ویدئو بیش از ۳۷۵ میلیون بیننده را به خود جذب کرد و به پربیننده‌ترین ویدئوی غیر موزیک ویدئویی تاریخ تأسیس وبگاه یوتوب تبدیل شد.
این ویدئو ۲ برادر اهل کشور انگلیس را نشان می‌دهد که یکی از آن‌ها به نام چارلی (۱ ساله)، دست برادرش هری (۳ ساله) را گاز می‌گیرد. این ویدئو در ماه مه سال ۲۰۰۷ توسط پدر این کودکان در یوتوب بارگذاری شد.
تا سال ۲۰۱۹ این ویدئو ۸۶۷ میلیون بازدید داشته‌است.